# Гвинтівки типу AR-15

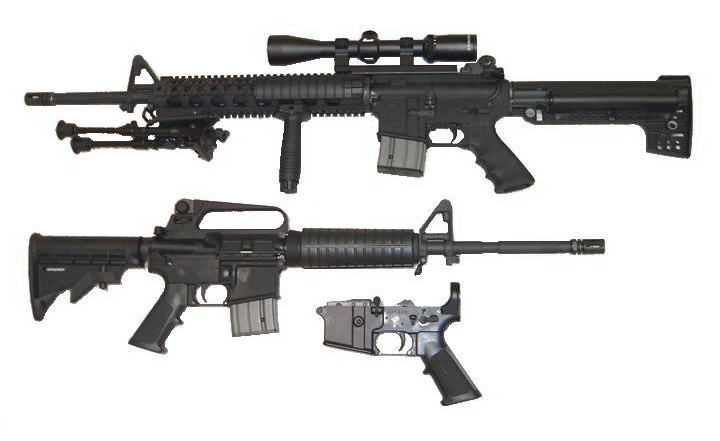
Гвинтівки типу AR-15 бувають різних розмірів і мають різні варіанти комплектації, залежно від виробника. В нижній частині зображено нижню ствольну коробку без подовжувача ствольної коробки, заднього розбірного штифта та приклада.

Гвинтівки типу AR-15 — це будь-яка самозарядна гвинтівка створена на базі Colt AR-15. Оригінальна гвинтівка ArmaLite AR-15 є зменшеною версією гвинтівки Юджина Стоунера ArmaLite AR-10. Кольт створила свою гвинтівку після того як підрозділ Fairchild Engine and Airplane Corporation ArmaLite продав патент та торгівельну марку компанії Colt's Manufacturing Company в 1959 році. Після закінчення дії патентів Кольта на Colt AR-15 сплинула в 1977 році, багато виробників зброї почало випускати свої копії гвинтівки Colt AR-15 під різними назвами. Хоча термін дії патентів сплинув, Кольт залишила собі торгову марку AR-15 і є єдиним виробником зброї який має право називати свою зброю AR-15. Літери «AR» в назві Colt AR-15 скорочено від «ArmaLite Rifle», а не «assault rifle» (штурмова гвинтівка).
Федеральна заборона на штурмову зброю в США заборонила продаж Colt AR-15 та деяких його варіантів з 1994 по 2004 роки, хоча це не стосувалося гвинтівок з кількома функціями. Після того як в 2009 році було вигадано термін сучасні спортивні гвинтівки американською Національним фондом Спортивної Стрільби, асоціації яка торгувала вогнепальною зброєю, він швидко поширився по всій галузі.
В 2010-х роках гвинтівки типу AR-15 в США стали «найбільш улюбленими та найбільш приниженими гвинтівками», як писала The New York Times. Гвинтівки викликають суперечки частково через використання цієї зброї в масових вбивствах. Популярність гвинтівок типу AR-15, які Національна стрілецька асоціація назвала «американські гвинтівки», частково можна пояснити пропозиціями заборонити або обмежити їх використання.

## Термінологія
Поширеним є хибне уявлення, що скорочення «AR» походить від словосполучення «assault rifle», можливо це походить через включення цієї зброї до Федеральної заборони штурмової зброї в 1994 році або тому, що ArmaLite AR-15 розробив конструктором піхотної гвинтівки Юджином Стоунером для заміни гвинтівки M14 під час в'єтнамської війни. Насправді скорочення «AR» в назві AR-15 походить від словосполучення «ArmaLite Rifle».
Colt AR-15 схожа на військовій гвинтівки M16 та M4 Carbine, які мають загальну конструкцію центральної частини, вперше запатентовану для використання в гвинтівці AR-10, яка мала УСМ з відведенням порохових газів з поворотним затвором (разом з вбудованим поршнем) замість звичайного УСМ з безпосередньою дією порохових газів, яку запатентував Юджин Стоунер номер патенту U.S. Patent 2 951 424. Зараз термін «AR-15» зазвичай використовують для позначення лише цивільних варіантів гвинтівок, які не мають режиму безперервного ведення вогню.

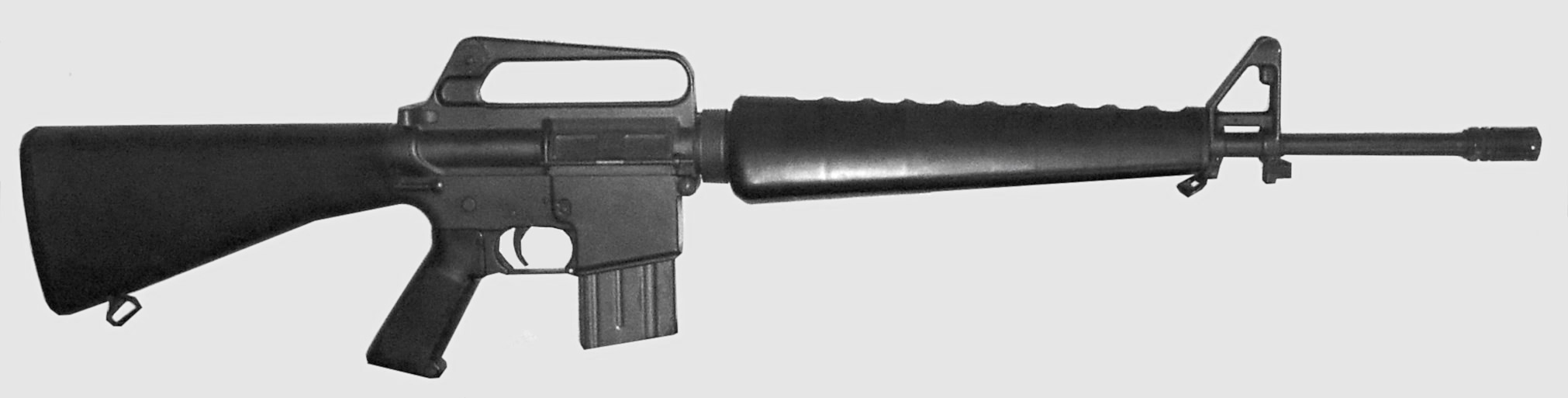
1973. Гвинтівка Colt AR-15 SP1 з нижньою «пласкою» ствольною коробко (без напливу над кнопкою відмикання магазина) та оригінальним коробчастим магазином Colt на 20 набоїв

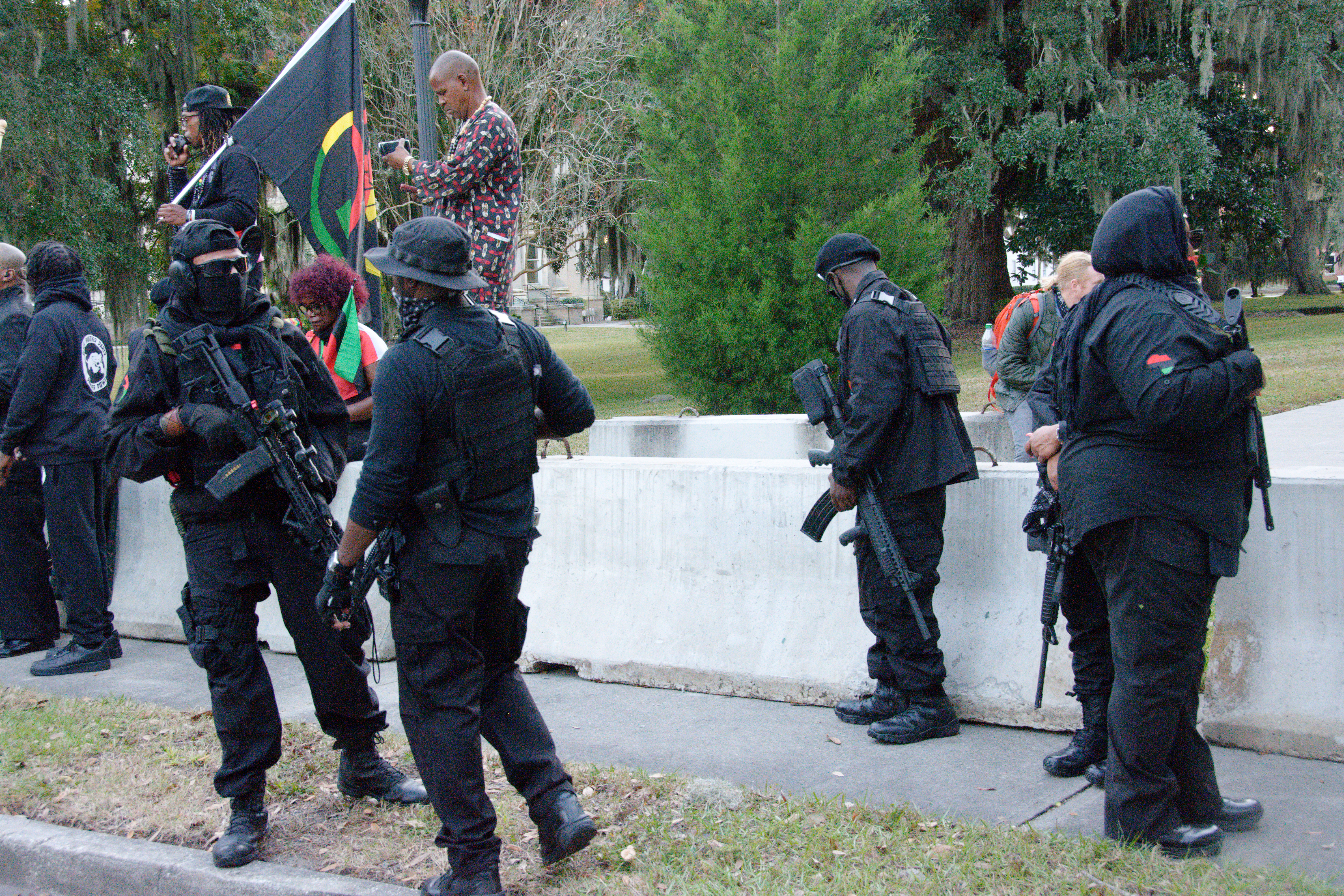
Члени угрупування New Black Panthers з гвинтівками типу AR-15

В 1956 році ArmaLite розробила легку гвинтівку з перемикачем режиму вогню для військових та позначила її як ArmaLite модель 15 або AR-15. Через фінансові проблем та обмежені людські та виробництві ресурси, в 1959 році ArmaLite продала конструкцію та торговельну марку AR-15 разом з гвинтівкою ArmaLite AR-10 компанії Colt's Manufacturing Company. В 1964 році компанія Colt почала продавати власну версію з покращенням самозарядної конструкції, яка стала відомою як Colt AR-15. Після завершення дії патенту Кольта в 1977 році, з'явився активний ринок для інших виробників, які могли випускати і продавати власні самозарядні гвинтівки типу AR-15. Деякі версії AR-15 отримали класифікацію «штурмова зброя» і потрапили під заборону Закону про громадську безпеку та захист від використання вогнепальної зброї з розважальною метою в 1994 році в США. Дія закону закінчилася в 2004 році.
В 2009 році Національний фонд спортивної стрільби вигадав термін «сучасна спортивна гвинтівка» для тогорічного дослідження в якості маркетингового терміну, який почали використовувати в збройній індустрії для позначення модульних самозарядних гвинтівок, в тому числі й AR-15. Зараз, майже кожний провідний виробник зброї випускає власну версію гвинтівки типу AR-15. Оскільки компанія Кольт залишається власником і користувачем торговельної марки AR-15 для власної лінійки гвинтівок типу AR-15, інші виробники змушені використовувати власні номери та назви для своїх гвинтівок типу AR-15 для комерційних продаж.
За законами США, якщо зброя випущена зі стволом довжиною менше ніж 410 мм та без плечового упора (прикладу), офіційно вона відноситься до пістолетів, а не до короткоствольних гвинтівок, а тому відноситься до пістолетів типу AR-15.
Відповідно до федерального законодавства Сполучених Штатів нижня ствольна коробка юридично визначена, як вогнепальна зброя. Однак це визначення може бути сумнівним через кілька судових рішень, що нижня ствольна коробка AR-15 не відповідає юридичному визначенню в 27 CFR § 479.11, хоча справа 2021 року у Восьмому окрузі довела протилежне.

## Модульність та кастомізація
Ранні казнозарядні гвинтівки мали єдину ствольну коробку де розташовувалися ударно-спусковий механізм та механізм перезаряджання, в той час гвинтівка AR-15 стала інноваційною модульною конструкцією де можна було легко замінити частини без потреби в арсеналах де відбувалися ремонти більшості гвинтівок. Самобутня ствольна коробка з двох частин використовується в військових та спортивних гвинтівках типу AR-15.
Коли в цивільних руках виявилося достатньо гвинтівок типу AR-15 багато виробників почали розробляти «покращені» модулі, вузли або деталі з характеристиками які не мали заводські гвинтівки, таким чином ті хто мав середні навички в роботі з механізмами могли власноруч замінити оригінальні деталі на покращені. Завдяки широкому асортименту доступних запасних частин і аксесуарів, гвинтівки типу AR-15 також інколи називають «гвинтівки-швейцарські армійські ножі», «ляльки Барбі для хлопців» «Barbie Dolls for Guys», або «LEGO для дорослих». Ці більш-менш взаємозамінні модулі є визначними характеристиками гвинтівок типу AR-15.

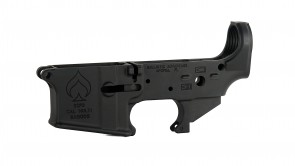
Розібрана нижня ствольна коробка, в якій відсутні додаткові частини, які присутні у зібраній нижній ствольній коробці. Це єдина частина гвинтівок типу AR-15, яку потрібно передавати через федерального ліцензованого ділера зброї за федеральним законом США.

Нижню ствольну коробку можна купити «оголеною»—єдина суцільна частина, яка легально вважається вогнепальною зброєю в США, хоча і не є функціональною без групи керування вогнем або без набору нижньої частини. Користувачі можуть самі встановити групу керування вогнем та комплект нижньої частини. Зібрану нижню ствольну коробку від порожньої можна візуально відрізнити за спусковою скобою перед з'ємним пістолетним руків'ям. В нижній ствольній коробці розташовано блок УСМ в тому числі курок і є точкою кріплення прикладу. Нижня ствольна коробка кріпиться до верхньої знімними штифтами. Розборка для чищення або ремонту потребує лише від'єднати ці дві штифта від верхньої ствольної коробки. Відмикання лише заднього штифта, дозволяє відкрити ствольну коробку, при цьому передній штифт виконує роль шарніра.
У верхній ствольній коробці розташовано затворний блок і прикріплено ствольний блок. Приціли встановлюються на верхню ствольну коробку або на ствол. Цівка зазвичай закриває ствол та механізм відведення порохових газів, де використовуються порохові гази, що відводяться через отвір (або порт) в стволі поряд з переднім кінцем цівки. Цівка прикріплена до верхньої ствольної коробки, крім того її можна прикріпити і до ствола.

### Висувні приклади
Гвинтівки типу AR-15 можуть мати висувні або складні приклади, які в складеному вигляді зменшують загальну довжину зброї. Існую деякі конструкції де не висунутий приклад не дозволяє вести вогонь або можно зробити лише один постріл. Кілька виробників зброї випустили повні верхні ствольні коробки або, навіть, «без буферні» затворні рами де буферна система розташована в верхній ствольній коробці, буферна трубка не використовується. Це дозволяє стріляти при складеному прикладі або зовсім його прибрати.

### Газовідводна система
Початкова конструкція мала трубку по якій відводилися порохові гази в затворний блок і які рухали затвор для екстракції стріляної гільзи. Буферна пружина, розташована в прикладі, штовхала затвор вперед, затвор підхоплював набій з магазина і закривався. Серед недоліків цієї системи Стоунера з безпосередньою дією порохових газів на затвор є те, що часточки бездимного пороху, які не згоріли забруднювали внутрішній об'єм ствольної коробки, що призводило до відмов. Деякі гвинтівки типу AR-15 мають інший газовідвідний механізм при короткому ході газового поршня взятий з гвинтівки AR-18, де металевий стрижень штовхає затворний блок за допомогою поршня який розташовано перед газовідвідним отвором. За допомогою такої конструкції зброя не забруднюється часточками пороху і пороховими газами. Деякі гвинтівки типу AR-15 мають перероблену газовідвідну систему, яка дозволяє безпечно вести вогонь після занурення у воду і виймання гвинтівки з неї. Оригінальна конструкція мала вільний ударник. Для зменшення ризику передчасного спуску, деякі моделі гвинтівок типу AR15 мають запобіжник ударника (власний) в затворі. Такі запобіжники ударника можуть заважати роботі верхньої ствольної коробки зі стандартним курком типу AR-15 в УСМ який розташовано в нижній ствольній коробці.

### Стрільці-шульги
Більшість гвинтівок викидає стріляні гільзи з правого боку ствольної коробки, тому для стрільця-правші гільзи вилітають праворуч, оскільки він цілиться притиснувши приклад до правого плеча, цілиться правим оком і натискаючи правою рукою на спусковий гачок. Викидання з правого боку є проблемою для третини населення, у якого домінуючим є ліве око і для десятої частини населення яка є шульгою, оскільки вони тримають зброю притискаючи її до лівого плеча, а тому гарячі стріляні гільзи можуть влучити в грудну клітку, шию або обличчя стрільця-шульги. Коли на озброєння армії в 1986 році було прийнято гвинтівку M16A2, вона мала вмонтований латунний дефлектор, який запобігав цьому. Більшість цивільних варіантів також скопіювали цю особливість. Модульна конструкція гвинтівок типу AR-15 дозволила деяким виробникам запропонувати особливі деталі, в тому числі можливість викиду стріляних гільз ліворуч, шляхом переробки правосторонніх верхніх ствольних коробок гвинтівок типу AR-15 в лівосторонні.
Крім того випускали нижні ствольні коробки, засувки магазинів та перемикачі запобіжника для двостороннього використання. Це дозволяло відмикати магазин з лівого боку, закривати затвор з правого боку і керувати запобіжником з правого боку.

### Калібри
Номінально AR-15 має калібр .223/5.56mm NATO, але випускають варіанти під різні калібри, такі як .22-LR, 7.62×39mm, 9×19mm Parabellum та рушничні калібри. Деяка зброя створена під невеликі калібри, такі як 9 мм або .22 мають вільний затвор або вільний затвор з затримкою замість УСМ з безпосередньою дією порохових газів/газовим поршнем, оскільки заряд набою утворює недостатній тиск газів або має невеликий їх об'єм для роботи автоматики або ж достатньо простого вільного затвора, до того ж можна зняти задній буфер і пружину. Деякі рідкісні варіанти гвинтівок типу AR-15 мають ковзні затвори, що виключає можливість ведення самозарядного вогню. Така зброя поширена в країнах де заборонено використання самозарядних гвинтівок, наприклад, у Великій Британії.

### Дотримання державних або місцевих обмежень
Деякі гвинтівки типу AR-15 мають обмеження використання знімних магазинів відповідно до державних законів. Майже всі версії цивільних AR-15 мають пістолетне руків'я, як на військових версіях, до того ж деякі гвинтівки мають відкидні або висувні приклади, як у карабіна M4, що зменшує загальну довжину гвинтівки, проте існують нижні ствольні коробки AR-15 без пістолетних руків'їв.

## Порівняння з військовими версіями
Самозарядна цивільна версія AR-15 була представлена компанією Кольт в 1963 році. Основною відмінністю між цивільними самозарядними гвинтівками та військовими штурмовими гвинтівками є наявність перевідника вогню. Військові моделі можуть вести самозарядний, автоматичний вогонь, а також може стріляти чергами, в цьому режимі гвинтівка під час натискання спускового гачка, відбувається кілька пострілів. Більшість компонентів є взаємозамінними між цивільними та військовими гвинтівками в тому числі магазини, приціли, верхні ствольні коробки, стволи та аксесуари. Зазвичай військовий карабін M4 має ствол довжиною 14,5-дюйма (37 см). Цивільні гвинтівки зазвичай мають стволи довжиною 16-дюймів (41 см) або довше для дотримання Національного закону про вогнепальну зброю.
Щоб запобігти перетворення цивільних самозарядних AR-15 на автоматичну гвинтівку було змінено кілька функцій. Змінено нижню ствольну коробку, затворну раму, курок, спусковий гачок, розмикач та перевідник вогню/запобіжник. Затворна рама самозарядної гвинтівки має довший паз для зменшення ваги та запобігання зачепленню затвора з автоматичним шепталом. Через зменшення ваги, буферна пружина стала важчою. У версії з перевідником вогню, курок має додаткову шпору яка взаємодіє з додатковим автоматичним шепталом, яке утримує його в задньому положенні до того часу поки група затворної рами повністю не зарядиться, при обранні автоматичного вогню. При цьому в самозарядній гвинтівці відсутня можливість обирати режим вогню (для цього треба зареєструвати деталь автоматичного вогню в АТФ). Нижня ствольна коробка з перевідником вогню має отвір над запобіжником/перевідником вогню. Компанія Кольт розробила штифти для підтримки самозарядних спускового гачка та курка у нижній ствольній коробці більші за ті, що використовували в військових гвинтівках, щоб запобігти можливості заміни деталей між автоматичними та самозарядними гвинтівками.

## Виробництво та продажі
Першою комерційною версією стала модель SP1 AR-15 Sporter, під набій .223 Remington, зі стволом довжиною 51 см та п'ятизарядними магазинами. Спочатку продажі Colt AR-15 йшли повільно, в першу чергу через фіксовані приціли та руків'я для переноски, яке ускладнювало монтування і використання прицілів. Розробка військового компактного карабіну M4 сприяла появі в 1977 році цивільного карабіна SP1 зі стволом довжиною 41 см і складним прикладом. Ці карабіни стали популярними у поліції при використанні в обмежених просторах, а складний приклад давав змогу компенсувати товщину бронежилета. Через коротший ствол швидкість кулі зменшилася приблизно на п'ять відсотків, а енергія кулі — на 10 %. Через коротший ствол потрібно було перемістити газовий порт ближче до казенника, а тому на ударно-спусковий механізм піддається впливу більшого тиску та температур, що впливає на рухливі частини, такі як провушини затвора та екстрактор. Хоча в 1986 році компанія Кольт запропонувала гвинтівку з важчим стволом довжиною 51 см для покращення точності, але збільшення ваги ствола може впливати на ергономічний баланс, тому у виробництві гвинтівок домінували короткі стволи.

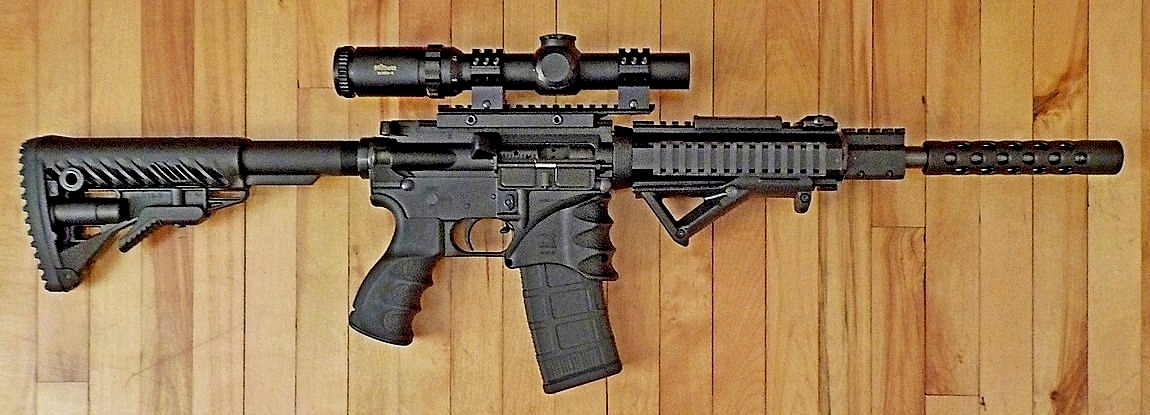
Американська тактична гвинтівка типу OMNI AR-15, (нижня частина полімерна), під набій 5.56×45mm NATO, з прицілом Millett DMS-1 та прикладом і руків'ям FAB Defense

В 1990-х роках продажі гвинтівок типу AR-15 сильно зросли, частково через появу пласкої верхньої ствольної коробки (варіант M4), що дозволило легко монтувати оптичні приціли та прицільні прилади, а також нові функції, наприклад накладки на цівку для захисту рук, які покращували точність. Хоча в 1994 році лише кілька компаній випускали ці гвинтівки, до 21-го століття кількість гвинтівок типу AR-15 збільшилася майже вдвічі. З 2000 по 2015 роки, кількість виробників гвинтівок типу AR-15 збільшилася з 29 до приблизно 500. Зараз гвинтівки типу AR-15 доступні у великій кількості конфігурацій та калібрів від великої кількості виробників. Можна знайти гвинтівки від повнорозмірних, довжина ствола 51 см, короткоствольних моделей, довжина ствола 41 см, з регульованими по довжині прикладами та оптичними прицілами, до далекобійних гвинтівок з довжиною столу 61 см, сошками та високопродуктивними прицілами.
У вересні 2019 року Colt Firearms оголосила про припинення виробництва гвинтівок AR-15 для споживчого ринку, пославшись на «значні надлишкові виробничі потужності» в галузі та «великомасштабні контракти» компанії зі збройними силами та поліцією, які «поглинали всі виробничі потужності компанії Кольт по виробництву гвинтівок.» Проте, в 2020 році компанія Кольт продовжила виробництво гвинтівок AR-15, після різкого зростання попиту на споживчому ринку Сполучених Штатів.
Є різні оцінки кількості гвинтівок, які знаходяться у власності мешканців США. Національний фонд стрілецького спорту вважає, що в США знаходиться від 5 до 10 мільйонів гвинтівок типу AR-15 з загального числа в 300 мільйонів.

## Полювання
Багато мисливців надають перевагу гвинтівкам типу AR-15 через їхню універсальність, точність, різноманітність доступних функцій калібрів. Складні приклади дозволяють мисливцям перевозити зброю на далекі відстані або можливість регулювати довжину тяги, що дозволяє налаштувати зброю індивідуально під мисливця. Конструкція з легких полімерів та сплавів стійких до корозії дозволяє використовувати гвинтівки у вологому середовищі не турбуючись про іржу або деформування прикладів. Краще розташовано і запобіжник в AR-15 у порівнянні з традиційними мисливськими гвинтівками з ковзними затворами. У багатьох штатах закон вимагає використовувати в мисливській зброї магазини зі зменшеною ємністю. Самозарядний механізм дозволяє після першого промаху швидко зробити наступний постріл по небезпечній дичині, наприклад, разорбек, або по швидких тваринах, таких як зайці. Мисливці, які полюють на велику дичину, часто використовують верхню ствольну коробку та стволи, розраховані на набої великих калібрів або важкі кулі. В деяких штатах закон забороняє використовувати набої .22 калібру, наприклад, .223 Remington, проти великої дичини.

## Варіанти набоїв
Оскільки верхню і нижню ствольні коробки можна міняти між гвинтівками, лише балістична експертиза може виявити відмінні ознаки на кулях та стріляних гільзах від ствола та верхньої ствольної коробки без ідентифікації нижньої ствольної коробки для якої є наявні юридичні записи. В одній зброї можно використовувати кілька груп верхніх ствольних коробок з однією і тією нижньою ствольною коробкою. Така група верхньої ствольної коробки може мати стволи різної довжини та приціли і можуть стріляти різними набоями. Мисливець може мати одну нижню ствольну коробку з верхньою ствольною коробкою зі стволом під набій .223 Remington та оптичним прицілом для вармінтингу для полювання на відкритій місцевості та іншу верхню ствольну коробку зі стволом під набій .458 SOCOM та механічним прицілом для полювання на велику дичину в чагарниках. Параметри верхньої та нижньої ствольних коробок, які спочатку були розроблені під набій 5.56×45mm NATO, накладають обмеження на загальну довжину та діаметр при адаптуванні модулів під інші набої в тому числі з переліку набоїв для платформи AR. Один і той самий магазин в групі нижньої ствольної коробки може вміщати різну кількість набоїв.

## Використання в злочинах і масових розстрілах

### США
Більшість вбивств із застосуванням вогнепальної зброї в США відбувається з використанням короткоствольної зброї. Дослідження Pew Research в 2019 році показало, що 4 % смертей від вогнепальної зброї в США були спричинені самозарядними гвинтівками, в тому числі гвинтівками типу AR-15. Відповідно до аналізу 2013 року, проведеного організацією Mayors Against Illegal Guns, у 14 із 93 масових розстрілів були використані магазини великої ємності або автоматична зброя. Проте гвинтівки типу AR-15 зіграли значну роль в багатьох масових вбивствах в США, що призвело до широкого використання такої зброї у злочинах. AR-15 або схожі гвинтівки були основною зброєю в половині з 10 найбільш смертоносних розстрілів в американській історії: стрілянина в школі Сенді-Хук в 2012 році, стрілянина в Лас-Вегасі в 2017 році, стрілянина в церкві Сазерленд-Спрінгс у 2017 році, стрілянина у старшій школі Стоунмена Дугласа у 2018 році та масове вбивство в початковій школі «Робі» в 2022 році. Збройний експерт Дін Гейзен та дослідник масових вбивств Піт Блер вважають, що стрільці обирають AR-15 не через специфічні характеристики, а через поширеність та ефект копіювання.

### Австралія
Після використання гвинтівки Colt AR-15 під час різанини в Порт-Артурі, найстрашнішого інциденту де одна людина відкрила вогонь по людях в історії Австралії, держава прийняла Національну угоду про вогнепальну зброю в 1996 році, який обмежує приватне володіння самозарядними гвинтівками.). 

### Нова Зеландія
Через стрілянину в мечетях Крайстчерча, де було використано AR-15 під час п'ятничної молитви 15 березня 2019 року, уряд Нової Зеландії прийняло закон про заборону самозарядної зброї, магазинів та деталі, які можна використати для збирання забороненої вогнепальної зброї. 

### Канада
Після масової стрілянини в Новій Шотландії в 2020, коли одна людина вбила багато людей, Канада заборонила використання гвинтівок, в тому числі і AR-15.
 

## Неповний список моделей
- Barrett REC7
- Bushmaster XM-15
- CAR816 A2
- Carbon 15
- Daniel Defense DDM4
- Тактична гвинтівка DPMS Panther Arms
- Haenel MK 556
- Heckler & Koch HK416
- Lewis Machine & Tool Company CQB16
- LVOA-C
- Серія LWRC International IC
- Mossberg Modern Rifle (MMR)
- Серія Olympic Arms K
- Palmetto State Armory PA-15
- Гвинтівки та карабіни Patriot Ordnance Factory
- Remington R5 RGP
- Rock River Arms LAR-15
- Ruger SR-556
- Savage Arms MSR-15
- SIG Sauer SIG516
- SIG Sauer SIGM400
- Smith & Wesson M&P15
- Springfield Armory SAINT
- Stag Arms STAG-15
- Taurus T4SA
- UAR-15
- Wilson Combat Tactical Rifle
- Windham Weaponry WW-15